# ゴールデンチケット
ゴールデンチケット (Golden Ticket) は、日本中央競馬会に登録されていた競走馬である。馬名は「黄金のチケット」を意味する英語から。伯母にエアトゥーレ、従兄弟にキャプテントゥーレがいる、森秀行厩舎ゆかりの血統。

## 経歴
2008年10月19日、芝の競走でデビューし3着。勝ち上がるのは時間の問題と思われていたが、その後12月まで3戦して未勝利だった。
3ヵ月後の3月12日、船橋競馬の指定交流競走で圧勝し初勝利を挙げる。抽選で滑り込んだ毎日杯は実績から12番人気と評価が低かったが、2番手から粘りこみアイアンルックの2着と健闘、皐月賞に出走可能な賞金を加算した。
皐月賞は逃げたが力の違いを見せ付けられる形で、11着と惨敗した。日本ダービー出走予定馬の賞金順で出走が確定的でなかったため、中1週で兵庫チャンピオンシップに出走。好スタートからダート5戦無敗のスーニをクビ差抑えて逃げ切った。そして、本番の日本ダービーでは3・4番手で追走するも7着に敗れた。その後、7月8日のジャパンダートダービーでは勝ったテスタマッタから6馬身差離された3着と完敗した。休養を挟んで、9月20日のセントライト記念では先行集団でレースを進めたが、直線で失速し14着と大敗した。中1週で10月3日のシリウスステークスでは2番手をキープし、直線粘って3着に入った。続く10月31日のブラジルカップではエーシンモアオバーの2着と好走した。12月6日のジャパンカップダートでは、高配当を演出する3着に入った。続く東京大賞典では5着に敗れて3歳シーズンを終えた。
明け4歳になり、初戦の川崎記念は好位からレースを進めたが4着に終わった。休養を挟んで8月8日の宮崎ステークスでは3番手追走から直線で一旦先頭に立つもゴール前でインバルコにかわされ2着に敗れた。
1年の長期休養を挟んで2011年10月9日の平城京ステークスで復帰、2番手追走も7着に敗れた。続く11月12日の赤富士ステークスでも5着に終わった。12月25日の2011フェアウェルステークスでは3着と好走した。
明け6歳になり、初戦のアレキサンドライトステークスでは2番手追走から4コーナーで先頭に立つとそのまま押し切って快勝した。4月29日のオアシスステークスでは後方から追い込んで4着となった。その後、屈腱炎が判明し引退。5月31日付で競走馬登録を抹消、埼玉県羽生市のホライゾンスポーツホースにて乗馬となる。2016年時点では山形県の湯の町乗馬クラブに繋養されていた。なお、湯の町乗馬クラブは2017年4月に休会している。

## 競走成績
| 年月日 | 年月日 | 年月日 | 競馬場 | 競走名              | 格       | 頭数 | オッズ （人気） | オッズ （人気） | 着順 | 騎手           | 斤量 | 距離（馬場）  | タイム （上り3F） | タイム 差 | 勝ち馬/（2着馬）       |
| 2008   | 10.    | 19     | 東京   | 2歳新馬             |          | 16   | 04.2            | 0（2人）        | 03着 | 柴田善臣       | 55   | 芝1600m（良） | 1:36.1 (34.9)     | -0.7      | サンカルロ             |
|        | 11.    | 2      | 京都   | 2歳未勝利           |          | 16   | 06.1            | 0（3人）        | 02着 | 佐藤哲三       | 55   | 芝1800m（良） | 1:49.6 (35.0)     | -0.4      | ティアップゴールド     |
|        | 11.    | 24     | 福島   | 2歳未勝利           |          | 14   | 01.9            | 0（1人）        | 02着 | 内田博幸       | 55   | 芝1800m（良） | 1:50.8 (35.8)     | -0.3      | エンブリオ             |
|        | 12.    | 7      | 阪神   | 2歳未勝利           |          | 18   | 04.8            | 0（2人）        | 02着 | C.ウィリアムズ | 55   | 芝1800m（良） | 1:49.0 (35.9)     | -0.4      | ケイアイドウソジン     |
| 2009   | 03.    | 12     | 船橋   | ベストホイップ特別  |          | 13   | 01.4            | 0（1人）        | 01着 | 内田博幸       | 54   | ダ1600m（良） | 1:41.3 (39.1)     | -1.0      | （ヤラマイカ）         |
|        | 3.     | 28     | 阪神   | 毎日杯              | GIII     | 14   | 81.9            | （12人）        | 02着 | 木村健         | 56   | 芝1800m（良） | 1:48.1 (34.3)     | -0.1      | アイアンルック         |
|        | 4.     | 19     | 中山   | 皐月賞              | JpnI     | 18   | 86.8            | （13人）        | 11着 | 川田将雅       | 57   | 芝2000m（良） | 2:00.3 (37.2)     | -1.6      | アンライバルド         |
|        | 5.     | 6      | 園田   | 兵庫CS              | JpnII    | 12   | 06.8            | 0（3人）        | 01着 | 武豊           | 55   | ダ1870m（稍） | 1:59.0 (36.3)     | -0.1      | （スーニ）             |
|        | 5.     | 31     | 東京   | 東京優駿            | JpnI     | 18   | 66.9            | （12人）        | 07着 | 川田将雅       | 57   | 芝2400m（不） | 2:35.0 (40.5)     | -1.3      | ロジユニヴァース       |
|        | 7.     | 8      | 大井   | ジャパンDダービー   | JpnI     | 13   |                 | 0（3人）        | 03着 | 武豊           | 56   | ダ2000m（稍） | 2:05.5 (38.3)     | -1.0      | テスタマッタ           |
|        | 9.     | 20     | 中山   | セントライト記念    | JpnII    | 18   | 19.0            | 0（6人）        | 14着 | 内田博幸       | 56   | 芝2200m（良） | 2:13.6 (36.7)     | -1.6      | ナカヤマフェスタ       |
|        | 10.    | 3      | 阪神   | シリウスS           | GIII     | 16   | 09.3            | 0（4人）        | 03着 | 武豊           | 55   | ダ2000m（稍） | 2:05.0 (37.7)     | -0.5      | ワンダーアキュート     |
|        | 10.    | 31     | 東京   | ブラジルC           | OP       | 16   | 04.3            | 0（2人）        | 02着 | 内田博幸       | 55   | ダ2100m（良） | 2:10.2 (36.8)     | -0.2      | エーシンモアオバー     |
|        | 12.    | 6      | 阪神   | ジャパンCダート     | GI       | 16   | 42.7            | （12人）        | 03着 | C.ルメール     | 56   | ダ1800m（良） | 1:50.7 (36.9)     | -0.8      | エスポワールシチー     |
|        | 12.    | 29     | 大井   | 東京大賞典          | JpnI     | 14   |                 | 0（3人）        | 05着 | C.ルメール     | 55   | ダ2000m（良） | 2:06.4 (37.4)     | -0.5      | サクセスブロッケン     |
| 2010   | 1.     | 27     | 川崎   | 川崎記念            | JpnI     | 11   | 09.9            | 0（2人）        | 04着 | C.ルメール     | 56   | ダ2100m（良） | 2:13.5 (37.4)     | -0.8      | ヴァーミリアン         |
|        | 8.     | 8      | 小倉   | 宮崎S               | 1600万下 | 16   | 02.5            | 0（2人）        | 02着 | 武豊           | 57   | ダ1700m（良） | 1:43.7 (36.4)     | -0.0      | インバルコ             |
| 2011   | 10.    | 19     | 京都   | 平城京S             | 1600万下 | 14   | 04.8            | 0（3人）        | 07着 | 後藤浩輝       | 57   | ダ1800m（良） | 1:52.5 (38.0)     | -1.6      | ヒラボクキング         |
|        | 11.    | 12     | 東京   | 赤富士S             | 1600万下 | 16   | 03.5            | 0（2人）        | 05着 | 後藤浩輝       | 57   | ダ2100m（重） | 2:11.1 (37.3)     | -0.8      | ソリタリーキング       |
|        | 12.    | 25     | 中山   | フェアウェルS       | 1600万下 | 16   | 06.1            | 0（3人）        | 03着 | 後藤浩輝       | 57   | ダ1800m（良） | 1:53.5 (38.4)     | -0.1      | グランドシチー         |
| 2012   | 1.     | 21     | 中山   | アレキサンドライトS | 1600万下 | 16   | 03.9            | 0（1人）        | 01着 | 横山典弘       | 58   | ダ1800m（稍） | 1:51.8 (37.6)     | -0.0      | （マイネルオベリスク） |
|        | 4.     | 29     | 東京   | オアシスS           | OP       | 16   | 16.8            | 0（7人）        | 04着 | 横山典弘       | 56   | ダ1600m（良） | 1:35.8 (35.6)     | -0.6      | ナムラタイタン         |

## 血統表
| ゴールデンチケットの血統（ミスタープロスペクター系 / Northern Dancer 5×5×4=12.50%） | ゴールデンチケットの血統（ミスタープロスペクター系 / Northern Dancer 5×5×4=12.50%） | ゴールデンチケットの血統（ミスタープロスペクター系 / Northern Dancer 5×5×4=12.50%） | （血統表の出典）           | （血統表の出典）  |
| 父 キングカメハメハ 2001 鹿毛                                                       | 父の父Kingmambo 1990 鹿毛                                                           | Mr. Prospector                                                                      | Raise a Native             | Raise a Native    |
| 父 キングカメハメハ 2001 鹿毛                                                       | 父の父Kingmambo 1990 鹿毛                                                           | Mr. Prospector                                                                      | Gold Digger                |                   |
| 父 キングカメハメハ 2001 鹿毛                                                       | 父の父Kingmambo 1990 鹿毛                                                           | Miesque                                                                             | Nureyev                    | Nureyev           |
| 父 キングカメハメハ 2001 鹿毛                                                       | 父の父Kingmambo 1990 鹿毛                                                           | Miesque                                                                             | Pasadoble                  |                   |
| 父 キングカメハメハ 2001 鹿毛                                                       | 父の母*マンファス Manfath 1991 黒鹿毛                                               | *ラストタイクーン Last Tycoon                                                       | *トライマイベスト          | *トライマイベスト |
| 父 キングカメハメハ 2001 鹿毛                                                       | 父の母*マンファス Manfath 1991 黒鹿毛                                               | *ラストタイクーン Last Tycoon                                                       | Mill Princess              |                   |
| 父 キングカメハメハ 2001 鹿毛                                                       | 父の母*マンファス Manfath 1991 黒鹿毛                                               | Pilot Bird                                                                          | Blakeney                   | Blakeney          |
| 父 キングカメハメハ 2001 鹿毛                                                       | 父の母*マンファス Manfath 1991 黒鹿毛                                               | Pilot Bird                                                                          | The Dancer                 |                   |
| 母 アグネスショコラ 1996 黒鹿毛                                                     | 母の父*サンデーサイレンス 1986 青鹿毛                                               | Halo                                                                                | Hail to Reason             | Hail to Reason    |
| 母 アグネスショコラ 1996 黒鹿毛                                                     | 母の父*サンデーサイレンス 1986 青鹿毛                                               | Halo                                                                                | Cosmah                     |                   |
| 母 アグネスショコラ 1996 黒鹿毛                                                     | 母の父*サンデーサイレンス 1986 青鹿毛                                               | Wishing Well                                                                        | Understanding              | Understanding     |
| 母 アグネスショコラ 1996 黒鹿毛                                                     | 母の父*サンデーサイレンス 1986 青鹿毛                                               | Wishing Well                                                                        | Mountain Flower            |                   |
| 母 アグネスショコラ 1996 黒鹿毛                                                     | 母の母*スキーパラダイス 1990 芦毛                                                   | Lyphard                                                                             | Northern Dancer            | Northern Dancer   |
| 母 アグネスショコラ 1996 黒鹿毛                                                     | 母の母*スキーパラダイス 1990 芦毛                                                   | Lyphard                                                                             | Goofed                     |                   |
| 母 アグネスショコラ 1996 黒鹿毛                                                     | 母の母*スキーパラダイス 1990 芦毛                                                   | Ski Goggle                                                                          | *ロイヤルスキー            | *ロイヤルスキー   |
| 母 アグネスショコラ 1996 黒鹿毛                                                     | 母の母*スキーパラダイス 1990 芦毛                                                   | Ski Goggle                                                                          | Mississippi Siren F-No.3-l |                   |

- 全弟ロワジャルダンは2015年みやこステークス優勝馬。